# Križevići (Republika Serbska)
Križevići (cyr. Крижевићи) – wieś w Bośni i Hercegowinie, w Republice Serbskiej, w mieście Zvornik. W 2013 roku liczyła 1888 mieszkańców.